# 지혜학교
지혜학교는 2009년 6월 13일에 설립한 6년제(중고등학교) 철학인문학 대안학교이다.

## 교훈
지혜와 사랑
"지혜로워지는 만큼, 그들의 삶에서는 아름다운 사랑이 흘러넘칠 것입니다"

## 연혁
- 2006년 12월 솔성수도회가 만들어져 공부를 시작하다
- 2008년 3월 솔성수도회에서 시민강좌를 시작하다
- 2008년 6월 철학학교인 지혜학교 설립을 결의하다
- 2009년 3월 본격적인 학교설립 준비를 시작하다
- 2009년 5월 사단법인 지혜학교의 설립 인가를 받다
- 2009년 6월 지혜학교 창립대회를 하고 이종태 이사장이 취임하다
- 2009년 8월 여름학교를 열다
- 2009년 9월 첫 입학전형을 하다
- 2009년 11월 두 번째 입학전형을 하다
- 2009년 12월 지혜학교 전체 가족의 첫 모임을 갖다
- 2010년 1월 4학년 겨울예비학교를 하다
- 2010년 2월 1학년과 4학년 함께 2차 예비학교를 하다
- 2010년 2월 두향재(남자생활관)을 준공하다
- 2010년 3월 개교식 및 입학식을 하고 초대 김창수 교장이 취임하다
- 2010년 6월 개교 1주년 기념 한마당을 개최하다
- 2010년 7월 2011학년도 통합과정 신입생 전형을 하다
- 2010년 10월 2011학년도 고등과정 신입생 전형을 하다
- 2011년 2월 생활관을 증축하다
- 2011년 2월 제2회 입학식을 하다
- 2011년 5월 행단(본과정 교사)을 준공하다
- 2011년 6월 개교 2주년 기념 한마당을 개최하다
- 2011년 7월 2012학년도 통합과정 신입생 전형을 하다
- 2011년 8월 제1회 지혜학교 철학-인문학 캠프를 개최하다
- 2011년 10월 2012학년도 고등과정 신입생 전형을 하다
- 2012년 2월 제3회 입학식을 하다
- 2012년 3월 법인 산하에 철학교육연구소를 개소하고 김태완 소장이 취임하다
- 2012년 3월 지혜학교 1~6학년 완성
- 2012년 4월 철학교육연구소가 예비사회적기업으로 지정받다
- 2012년 6월 개교 3주년 기념 한마당을 개최하다
- 2012년 7월 2013학년도 통합과정 신입생 전형을 하다
- 2012년 8월 김창수 교장의 지병으로 장종택 운영위원장이 교장을 대행하다
- 2012년 10월 2013학년도 통합과정 신입생 2차 전형과 4학년 편입전형을 하다
- 2012년 11월 지혜학교 3년 평가위원회 활동을 시작되다
- 2013년 1월 지혜학교 교장추천위원회에서 장종택씨를 차기 교장에 추천하다
- 2013년 2월 지혜학교 1기 졸업, 6개년 통합교육과정(기초2-본3-심화1) 완성
- 2013년 2월 3년 평가 공청회를 하다
- 2013년 3월 제1회 졸업식을 하다. 같은 날 김창수 초대교장 퇴임식을 하다
- 2013년 3월 장종택 제2대 교장 취임식과 제4회 입학식을 하다
- 2013년 3월 학교 산하에 지혜교육연구소를 개소하다(소장 : 장동식)
- 2013년 3월 열린주간 시작
- 2013년 6월 개교 4주년 기념 한마당을 개최하다
- 2014년 3월 제2회 졸업식을 하다.
- 2014년 3월 제5회 입학식을 하다.
- 2014년 6월 개교 5주년 기념 한마당을 개최하다
- 2015년 2월 제3회 졸업식을 하다.
- 2015년 3월 제6회 입학식을 하다.
- 2015년 6월 개교 6주년 기념 한마당을 개최하다
- 2015년 12월 지혜학교 교장추천위원회에서 장종택씨를 차기 교장에 추천하다
- 2016년 2월 제4회 졸업식을 하다.
- 2016년 3월 장종택 제3대 교장 취임식과 제7회 입학식을 하다.
- 2016년 3월 네팔 해외이동학습 시작
- 2016년 3월 법인 산하 철학교육연구소를 운영을 취소하고, 학교 산하에 철학연구소를 개소하다.
- 2016년 6월 개교 7주년 기념 한마당을 개최하다
- 2017년 2월 제5회 졸업식을 하다.
- 2017년 3월 제8회 입학식을 하다.
- 2017년 3월 지혜학교 선택수업 교육과정(초대와 응답) 시행, 인도네팔 해외이동학습 시작
- 2017년 6월 개교 8주년 기념 한마당을 개최하다
- 2018년 2월 제6회 졸업식을 하다.
- 2018년 3월 제9회 입학식을 하다.
- 2018년 6월 개교 9주년 기념 한마당을 개최하다
- 2018년 12월 지혜학교 교장추천위원회 활동을 하다
- 2019년 2월 제7회 졸업식을 하다.
- 2019년 3월 이남옥 제4대 교장 취임식과 제10회 입학식을 하다.
- 2019년 3월 학교 산하 지혜교육연구소를 운영을 취소하고, 법인 산하에 지혜교육연구소를 개소하다.
- 2019년 6월 개교 10주년 기념 한마당을 개최하다
- 2019년 9월 교육과정 개편을 위한 교육과정위원회 활동을 시작하다
- 2020년 2월 제11회 입학식을 하다.
- 2020년 6월 제8회 졸업식을 하다.
- 2020년 10월 개교 10주년 기념 3주체 학교 토론회를 개최하다
- 2020년 10월 사단법인 지혜교육공동체로 명칭 변경
- 2021년 2월 제9회 졸업식을 하다.
- 2021년 2월 제12회 입학식(지혜학교 15기)을 하다.
- 2021년 3월 교육과정 개편을 하여 새로운 교육과정(기초2-본2-심화2 학제)을 도입하다.
- 2022년 2월 제10회 졸업식을 하다.
- 2022년 3월 제13회 입학식(지혜학교 16기)을 하다.
- 2022년 3월 이남옥 선생님이 5대 교장에 연임하다
- 2023년 2월 제11회 졸업식을 하다.
- 2023년 3월 제14회 입학식(지혜학교 17기)을 하다.
- 2023년 5월 지혜학교 교사회가 “제29회 석은 김용근 선생 민족교육상”을 수상하다
- 2024년 2월 제12회 졸업식(지혜학교 12기)을 하다.
- 2024년 3월 제15회 입학식(지혜학교 18기)을 하다.

## 생활
- 6년 통합교육과정이며, 1, 2학년은 기초과정, 3, 4학년은 본과정, 5, 6학년은 심화과정으로 불린다.
- 3학년(본과정 1년차) 때, 수업을 듣고, 연극을 만들어 무대에 올린다.
- 4학년(본과정 2년차) 때, 수업을 듣고, 영화를 제작해 상영하고, 각종 영화제에 출품한다.
- 5학년(심화과정 1년차, 고2) 때, 인도네팔로 해외이동학습을 간다.
- 기숙사 생활을 한다. 2주에 한 번씩, 금요일 오전에 귀가해 월요일 오후에 귀교한다.
- 급식을 밥모심이라 부르며, 유기농 채식 위주의 식단을 운영한다.
- 노트북, 스마트폰, 스마트워치 등의 전자기기사용은 금지되어 있고, MP3, 무선이어폰은 허용된다.

## 같이 보기
- 대안 교육
- 대안학교
- 철학
- 인문학

## 관련 기사
- 한겨례신문, 대안학교서 첫 '수능 만점[1]
- 남도일보, 광주 지혜학교 교사회, ‘제29회 김용근 교육상’ 수상[2]
- 광남일보, 광주 대안학교 학생들, KYMF 대상 ‘영예[3]
- 오마이뉴스, 광주 지혜학교, 철학교육 이야기 (연재)[4]